# Олійник Ярослав Олегович
Ярослав Олегович Олійник — солдат Збройних Сил України, учасник російсько-української війни.

## Життєпис
Ярослав Олійник народився 13 листопада 1985 року в Кролевці на Сумщині. Закінчив Кролевецьку загальноосвітню школу № 3. З початком війни на сході України був учасником АТО. На початку повномасштабного російського вторгнення в Україну наприкінці березня 2022 року його мобілізували на військову службу. Ніс військову службу в складі мотопіхотного батальйону військової частини А4590. Загинув 2 червня 2022 року. Похований у Кролевці.

## Родина
У загиблого залишилася дружина та двоє малолітніх дітей.